# 검단구
검단(黔丹)은 대한민국 인천광역시 서구의 북부를 일컫는 지명이다. 검단신도시가 검단 지역에 있다.
1914년에 경기도 김포군 검단면(黔丹面), 노장면(蘆長面), 마산면(馬山面)을 통합하여 검단면이 되었으며, 1995년 3월 1일에 인천광역시 서구로 편입되면서 검단동이 되었다.

## 연혁
- 1914년 4월 1일 : 경기도 김포군 검단면, 노장면, 마산면이 검단면으로 통합
- 1995년 3월 1일 : 경기도 김포군 검단면이 인천광역시 서구로 편입되어 검단동으로 변경
- 2002년 1월 1일 : 검단동이 검단1동과 검단2동으로 분동
- 2005년 9월 1일 : 검단1동의 일부(당하동 동부)와 검단2동의 일부(원당동)를 합쳐 검단3동 신설
- 2006년 9월 1일 : 검단4동이 검단1동에서 분동
- 2013년 9월 2일 : 검단5동이 검단1동에서 분동
- 2018년 7월 1일 : 검단1동이 검단동으로, 검단2동이 불로대곡동으로, 검단3동이 원당동으로, 검단4동이 당하동으로, 검단5동이 오류왕길동으로 각각 동명 변경[2]
- 2019년 11월 4일 : 당하동 중 원당대로 이북 지역을 마전동으로 분동
- 2021년 6윌 1일: 원당동 중 동부 검단신도시 구역을 아라동으로 분동
- 2026년 7월 1일: 검단구로 출범.

## 특징
인천광역시 편입 초기에는 김포시에서 검단 지역에 대한 반환을 요구하기도 하였다. 과거 검단이 김포군에 속하던 시절에는 과수원과 포도밭이 많이 있었고, 근처에는 가족 단위의 개인 묘지들과 수많은 공장이 있었다. 현재는 도시 개발 사업에 따라 농경지, 묘지, 공장 등이 단계적으로 철수하고 있다.
검단에는 수도권 매립지가 있으며, 문화재로는 검단대곡리 지석묘군(인천광역시 기념물 제33호) 등이 있다.
2000년대 중반부터 건설이 시작된 경인 아라뱃길로 인해 단절된 검암경서동의 북부 지역인 백석동 일원과 시천동 일부와 세어도 등도 검단 권역에 추가적으로 속하게 되었다.
검단 신도시 개발로 인한 교통난 해소의 일환으로 추진된 인천 도시철도 1호선 연장 구간이 2025년 6월 28일에 정식 개통된 후, 2026년 7월 1일 검단구가 출범할 예정이다. 백석동 일원과 시천동 일부와 검암동 아라뱃길 수면 일부는 검단구로 편입되고, 세어도와, 경인 아라뱃길 이남인데 매립 후 오류동으로 등기된 정서진 및 경인항 인천터미널 일대는 서구에 남는다.

## 행정 구역 대조
| 조선       | 김포            | 검단면     | 검단면     | 검단면  | 검단면  | 노장면  | 노장면  | 노장면  | 노장면                 | 노장면                 | 마산면     | 마산면     | 부평, 모월곶면                            | 부평, 모월곶면                            |
| 일제강점기 | 김포군          | 검단면     | 검단면     | 검단면  | 검단면  | 검단면  | 검단면  | 검단면  | 검단면                 | 검단면                 | 검단면     | 검단면     | 부천군 서곶면                             | 부천군 서곶면                             |
| ~1995년    | 김포군          | 검단면     | 검단면     | 검단면  | 검단면  | 검단면  | 검단면  | 검단면  | 검단면                 | 검단면                 | 검단면     | 검단면     | 인천광역시 서구 검암동(~1998), 검암경서동 | 인천광역시 서구 검암동(~1998), 검암경서동 |
| 1995~2001  | 인천광역시 서구 | 검단동     | 검단동     | 검단동  | 검단동  | 검단동  | 검단동  | 검단동  | 검단동                 | 검단동                 | 검단동     | 검단동     | 인천광역시 서구 검암동(~1998), 검암경서동 | 인천광역시 서구 검암동(~1998), 검암경서동 |
| 2002~2005  | 인천광역시 서구 | 검단1동    | 검단1동    | 검단1동 | 검단1동 | 검단1동 | 검단1동 | 검단1동 | 검단1동                | 검단2동                | 검단2동    | 검단2동    | 인천광역시 서구 검암동(~1998), 검암경서동 | 인천광역시 서구 검암동(~1998), 검암경서동 |
| 2005~2006  | 인천광역시 서구 | 검단1동    | 검단1동    | 검단1동 | 검단1동 | 검단1동 | 검단1동 | 검단1동 | 검단3동                | 검단3동                | 검단2동    | 검단2동    | 인천광역시 서구 검암동(~1998), 검암경서동 | 인천광역시 서구 검암동(~1998), 검암경서동 |
| 2006~2013  | 인천광역시 서구 | 검단1동    | 검단1동    | 검단1동 | 검단1동 | 검단4동 | 검단4동 | 검단4동 | 검단3동                | 검단3동                | 검단2동    | 검단2동    | 인천광역시 서구 검암동(~1998), 검암경서동 | 인천광역시 서구 검암동(~1998), 검암경서동 |
| 2013~2018  | 인천광역시 서구 | 검단5동    | 검단5동    | 검단1동 | 검단1동 | 검단4동 | 검단4동 | 검단4동 | 검단3동                | 검단3동                | 검단2동    | 검단2동    | 인천광역시 서구 검암동(~1998), 검암경서동 | 인천광역시 서구 검암동(~1998), 검암경서동 |
| 2018~2019  | 인천광역시 서구 | 오류왕길동 | 오류왕길동 | 검단동  | 검단동  | 당하동  | 당하동  | 당하동  | 원당동                 | 원당동                 | 불로대곡동 | 불로대곡동 | 인천광역시 서구 검암동(~1998), 검암경서동 | 인천광역시 서구 검암동(~1998), 검암경서동 |
| 2019~2021  | 인천광역시 서구 | 오류왕길동 | 오류왕길동 | 검단동  | 검단동  | 마전동  | 당하동  | 당하동  | 원당동                 | 원당동                 | 불로대곡동 | 불로대곡동 | 인천광역시 서구 검암동(~1998), 검암경서동 | 인천광역시 서구 검암동(~1998), 검암경서동 |
| 2021~2025  | 인천광역시 서구 | 오류왕길동 | 오류왕길동 | 검단동  | 검단동  | 마전동  | 당하동  | 당하동  | 원당동·아라동          | 원당동·아라동          | 불로대곡동 | 불로대곡동 | 인천광역시 서구 검암동(~1998), 검암경서동 | 인천광역시 서구 검암동(~1998), 검암경서동 |
| 2025년~    | 인천광역시 서구 | 오류왕길동 | 오류왕길동 | 검단동  | 검단동  | 마전동  | 당하동  | 당하동  | 원당동 아라1동·아라2동 | 원당동 아라1동·아라2동 | 불로대곡동 | 불로대곡동 | 당하동                                    | 당하동                                    |
| 법정동     |                 | 오류동     | 왕길동     | 금곡동  | 마전동  | 마전동  | 마전동  | 당하동  | 당하동                 | 원당동                 | 불로동     | 대곡동     | 시천동                                    | 백석동                                    |

- 아라1동·아라2동의 분동은 2025년 10월 20일로 예정되어 있다(인천광역시 서구조례 제2279호).